# Лешуконське (село)
Лешуконське (рос. Лешуконское) — село в Лешуконському районі Архангельської області Російської Федерації.
Населення становить 4760 осіб. Входить до складу муніципального утворення Лешуконське муніципальне утворення.

## Історія
Від 1937 року належить до Архангельської області.
Від 2004 року належить до муніципального утворення Лешуконське муніципальне утворення.

## Населення
| 1850  | 1897  | 1959  | 1970  | 1979  | 1989  | 2002  |
| ----- | ----- | ----- | ----- | ----- | ----- | ----- |
| 447   | ↗713  | ↗4198 | ↗4790 | ↗5583 | ↗6199 | ↘5003 |
| 2009  | 2010  | 2012  |       |       |       |       |
| ↘4905 | ↘4406 | ↗4760 |       |       |       |       |